# 1. oktober
1. oktober je 274. dan leta (275. v prestopnih letih) v gregorijanskem koledarju. Ostaja še 91 dni.

## Dogodki
- 331 pr. n. št. – Aleksander Veliki pri Gavgameli premaga Dareja III. Kodomana
- 1553 – Marija I. okronana za angleško in irsko kraljico
- 1847 – ustanovljeno podjetje Siemens
- 1889 – ustanovljena Mestna hranilnica Ljubljanska
- 1891 – z delom prične Univerza Stanford
- 1918 – arabsko-britanske sile pod poveljstvom Lawrenca Arabskega zasedejo Damask
- 1923 – Gentilejeva šolska reforma; ukinitev slovenskih in hrvaških osnovnih šol
- 1928 – v Sovjetski zvezi začnejo s prvo petletko
- 1938 – Tretji rajh okupira Sudete
- 1943:
  - - zavezniki vkorakajo v Neapelj
  - - začetek zbora odposlancev slovenskega naroda v Kočevju
- 1944 – Kanadske enote obkolijo in zajamejo 5.000 nemških vojakov pri Calaisu
- 1946 – mednarodno vojno sodišče v Nürnbergu izreče obsodbe
- 1947 – prvi polet letala F-86
- 1949 – Mao Dzedung postane predsednik kitajske vlade
- 1960 – Nigerija postane neodvisna država
- 1969 – letalo Concorde prvič preseže zvočni zid
- 1978 – Tuvalu postane neodvisna država
- 1979 – Panamski prekop preide pod upravo Paname
- 1990 – srbska manjšina razglasi avtonomijo na Hrvaškem
- 1994 – Palau postane neodvisna država

## Rojstva
- 1207 – Henrik III., angleški kralj († 1272)
- 1671 – Luigi Guido Grandi, italijanski duhovnik, filozof in matematik († 1742)
- 1685 – Karel VI., cesar Svetega rimskega cesarstva († 1740)
- 1814 – Franc Močnik, slovenski matematik († 1892)
- 1865 – Paul Dukas, francoski skladatelj († 1935)
- 1867 – Fernad Pelloutier, francoski anarhist († 1901)
- 1878 – Othmar Spann, avstrijski filozof, sociolog, ekonomist († 1950)
- 1881 – William Edward Boeing, ameriški letalski konstruktor, industrialec († 1956)
- 1896 – Liakvat Ali Kan, pakistanski politik († 1951)
- 1903 ali 1904 - Vladimir Horowitz, ruski pianist († 1989)
- 1904 – Otto Robert Frisch, avstrijski fizik († 1979)
- 1912 – Franc Žvanut, slovenski zdravnik travmatolog († 1975)
- 1917 – Cahal Brandan Daly, irski kardinal († 2009)
- 1924 – Jimmy Carter, ameriški predsednik, nobelovec († 2024)
- 1928 – Willy Mairesse, belgijski avtomobilistični dirkač († 1969)
- 1930 – Richard Harris, irski igralec, pevec-pesnik, gledališki producent, filmski režiser in pisatelj († 2002)
- 1930 – Frank Gardner, avstralski avtomobilistični dirkač († 2009)
- 1931 – Franc Košir, slovenski glasbenik († 1991)
- 1939 – Dušan Jovanović, slovenski dramatik, režiser, esejist in scenarist († 2020)
- 1935 – Julie Andrews, angleško-ameriška pevka, filmska igralka
- 1942 – Jean-Pierre Jabouille, francoski avtomobilistični dirkač († 2023)
- 1949 – André Rieu, nizozemski violinist in dirigent
- 1954 – Martin Strel, slovenski maratonski plavalec
- 1963 – Jean-Denis Délétraz, švicarski avtomobilistični dirkač
- 1970 – Aleksej Žamnov, ruski hokejist
- 1981 – Gaby Mudingayi, belgijski nogometaš
- 1981 – Rupert Friend, angleški filmski igralec in režiser

## Smrti
- 1126 – Morfija iz Metilene, jeruzalemska kraljica, soproga Baldvina II.
- 1259 – Ezzelino III. da Romano, italijanski plemič, vojak (* 1194)
- 1310 – Beatrika Burgundska, dama Bourbona (* 1257)
- 1404 – papež Bonifacij IX. (* 1350)
- 1499 – Marsiglio Ficino, italijanski filozof, zdravnik (* 1433)
- 1578 – Juan Avstrijski, španski admiral, vojskovodja (* 1547)
- 1684 – Pierre Corneille, francoski dramatik (* 1606)
- 1856 – Christian Samuel Weiss, nemški mineralog in kristalograf (* 1780)
- 1911 – Wilhelm Dilthey, nemški zgodovinar, sociolog, literarni teoretik in filozof (* 1833)
- 1921 – Julius von Hann, avstrijski fizik, kemik in meteorolog (* 1839)
- 1942 – Hinko Smrekar, slovenski risar, karikaturist, ilustrator (* 1883)
- 1960 – Giuseppe Fietta, italijanski kardinal (* 1883)
- 1970 – Petar Konjović, srbski skladatelj (* 1883)
- 1972 – Louis Leakey, kenijski arheolog (* 1903)
- 1990 – John Stewart Bell, irski fizik (* 1928)
- 1990 – Curtis Emerson LeMay, ameriški general (* 1906)
- 2011 – Sven Tumba Johansson, švedski hokejist (* 1931)
- 2013 – Tom Clancy, ameriški avtor in zgodovinar (* 1947)

## Prazniki in obredi
- mednarodni dan starejših
- svetovni dan vegetarijanstva
- svetovni dan glasbe